# Live and Doin’ It
Live and Doin’ It — концертный альбом американской певицы Кармен Макрей, записанный в 1965 году в Сан-Франциско при участии своего трио, куда входили пианист Норман Симмонс, ударник Стю Мартин и басист Виктор Спроулз. Релиз альбома состоялся спустя только девять лет, в 1974 году, на лейбле Mainstream Records.

## Отзывы критиков
| Оценки критиков | Оценки критиков |
| Источник        | Оценка          |
| --------------- | --------------- |
| AllMusic        | [ 2 ]           |

Музыкальный критик Уилл Фридуолд отметил, что это первоклассный концертный материал.

## Список композиций
1. «Guess Who I Saw Today» (Мюррей Гранд, Элисс Бойд) — 3:33
2. «That’s Why the Lady Is a Tramp» (Ричард Роджерс, Лоренц Харт) — 1:42
3. «My Ship Has Sailed» (Курт Вайль, Айра Гершвин) — 3:30
4. «No Where» (Джо Муни) — 3:07
5. «Guess I’ll Hang My Tears out to Dry» (Сэмми Кан, Джул Стайн) — 4:51
6. «Sleeping Bee» (Трумен Капоте, Гарольд Арлен) — 1:50
7. «Meaning of the Blues» (Бобби Труп, Леа Уорт) — 3:13
8. «I Only Have Eyes for You» (Эл Дубин, Гарри Уоррен) — 3:07
9. «Trouble Is a Man» (Алек Уайлдер) — 3:34
10. «Quiet Nights» (Антонио Карлос Жобин, Джин Лис)— 2:21

## Участники записи
- Кармен Макрей — вокал
- Виктор Спроулз — бас-гитара
- Стю Мартин — ударные
- Норман Симмонс — фортепиано